# Схюрман, Яри
Яри Схюрман (нидерл. Jari Schuurman; 22 февраля 1997 года, Горинхем, Нидерланды) — нидерландский футболист, полузащитник клуба «Виллем II».

## Клубная карьера
Схюрман — воспитанник «Фейеноорда». Сезона 2015/2016 подводился к основной команде. 8 мая 2016 года дебютировал в Эредивизи в поединке против НЕКа, выйдя на замену на 87-й минуте вместо Тонни Вильена.
В июне 2016 года отдан в аренду нидерландскому клубу «Виллем II».
Летом 2025 года перешёл в «Виллем II», подписав двухлетний контракт до середины 2027 года.

## Карьера в сборной
Схюрман постоянный участник матчей юношеских сборных Нидерландов. Принимал участие в чемпионате Европы по футболу до 17 лет в 2014 году, где голландцы проиграли английским сверстникам в финале по пенальти. Схюрман выходил в стартовом составе и провёл на поле весь матч. Принимал участие в квалификационном и элитном отборочных раундах к чемпионату Европы по футболу для юношей до 19 лет 2016 года, был игроком основного состава.

## Достижения
«Фейеноорд»
- Обладатель Суперкубка Нидерландов: 2017

Международные
- Серебряный призёр чемпионата Европы (до 17 лет) (1): 2014